# Guerre des Winnebagos
Guerres indiennes
La guerre des Winnebagos, également connue sous le nom de révolte des Winnebagos ou révolte de Red Bird, est un bref conflit qui eut lieu durant l'été 1827 à l'ouest des Grands Lacs entre les Winnebagos et des unités de milice locale et de la United States Army.
Dans les années 1820, de nombreux colons commencent à s'installer sur les terres des Winnebagos après la découverte de gisements de plomb. En mars 1826, des guerriers winnebagos tuent cinq Blancs près de Prairie du Chien dans le Wisconsin actuel. Lorsque deux guerriers sont arrêtés par les Américains l'année suivante, une rumeur selon laquelle ils ont été conduits à Fort Snelling pour y être exécutés se répand. Red Bird, un chef winnebago, appelle les autres Winnebagos à la révolte. En juin 1827, Red Bird et deux autres guerriers tuent deux Blancs et scalpent une jeune enfant. Le même mois, les Winnebagos attaquent deux bateaux sur la rivière Galena (en) qu'ils pensaient être ceux qui avaient enlevé et violé plusieurs femmes amérindiennes quelques jours plus tôt. Des troupes de la United States Army sont alors dépêchées sur place et en septembre, Red Bird et six autres guerriers se rendent aux Américains et sont conduits à Fort Crawford. Red Bird meurt en prison le 16 février 1828 tandis que les autres prisonniers sont finalement amnistiés.